# Govern de Catalunya 2024-2028
El Govern de Catalunya de 2024 està presidit des del 12 d'agost de 2024 per Salvador Illa en el marc de la quinzena legislatura situat en la socialdemocràcia i en l'humanisme cristià.
El Partit dels Socialistes de Catalunya va formar govern en solitari després de la investidura del President Illa amb el suport d'Esquerra Republicana de Catalunya i els Comuns.

## Legislació
El President Illa va renunciar a negociar pressupostos per a 2024 per centrar-se en els de 2025 i prorrogar els pressupostos del 2023, negociant cada decrets necessari per complementar-los, i va anunciar en el debat de política general de 2024 una inversió de 8.300 milions d'euros per a la construcció de 50.000 habitatges públics fins al 2030 per fer front a la Crisi de l'habitatge a Catalunya.
Entre els compromisos assumits pel Partit dels Socialistes de Catalunya (PSC) amb Esquerra Republicana de Catalunya (ERC) en l'acord d'investidura, el govern va tirar endavant la llei de l'amiant, l'estatut de municipis rurals i la llei de memòria democràtica, que van posar en marxa el govern de Pere Aragonès la legislatura anterior.
El govern va rebutjar el traspàs del control de l'ordre públic i la integritat de les persones i el patrimoni als aeroports i ports bascos, competència de la Guàrdia Civil i el Cos Nacional de Policia i que el govern de Pere Aragonès va acordar per als Mossos d'Esquadra però no es va materialitzar per la convocatòria d'eleccions.
El gener de 2025 ERC es va negar a negociar els pressupostos de 2025 davant l'incompliment dels acords d'investidura per part del Govern. El gener de 2025 va suspendre la possibilitat de teletreballar als alts càrrecs de la Generalitat.
En febrer de 2025 es calculava el deute de la Generalitat en 88.916 milions d'euros, dels quals 60.236 milions provenen del Fons de Liquiditat Autonòmic (FLA), dels quals el Tercer Govern de Pedro Sánchez condonà el febrer de 2025 17.104 milions, un 19,9% del deute global, com a part de la condonació de 83.252 milions d'euros de deute entre totes comunitats autònomes.
Les negociacions dels partits de l'oposició amb el govern de l'Estat a canvi d'estabilitat van comportar l'increment de competències de la Generalitat de Catalunya, amb ERC, la creació d'nova empresa mixta entre l'Estat i la Generalitat per gestionar tot el servei de Rodalies de Catalunya a partir de l'1 de gener del 2026 per fer front al caos ferroviari, i amb Junts per Catalunya la cessió de les competències en immigració que suposen la gestió dels centres d'internament d'estrangers (CIE) i la tramitació dels permisos de residència, i que els Mossos s'ocupin de ports i aeroports en cooperació amb la Guàrdia Civil i la policia espanyola.
El 24 de març de 2025 la consellera de Drets Socials, Mònica Martínez Bravo va destituir la directora general de la Direcció General d'Atenció a la Infància i l'Adolescència (DGAIA), Isabel Carrasco, i el seu subdirector, Joan Mayoral, després que un informe de la Sindicatura de Comptes informés de nombroses irregularitats en les contractacions, i el maig, l'Oficina Antifrau de Catalunya va anunciar que gavia obert una investigació per possibles fraus en ajuts econòmics concedits per la Fundació Resilis i l'UTE Fundació Mercè Fontanilles-Fundació Resilis a joves extutelats. Finalment, davant dels escàndols, es va suprimir l'organisme el 26 de maig, sent substitït per la nova Direcció General de Prevenció i Protecció de la Infància i l'Adolescència (DGPPIA).
La consellera Paneque fou reprovada pel Parlament en 27 de març de 2025, que demanà al president Illa la seva destitució per la seva mala gestió en l'escalada d'Incidències a Rodalies Barcelona i d'Adif dels darrers mesos.
Tots els partits del parlament van criticar la gestió lenta i erràtica del govern durant l'apagada elèctrica massiva de 2025.
En maig de 2025 els socis d'investidura van signar Pacte Nacional per la Llengua amb una vintena d'entitats, del que tota l'oposició va mantenir-se al marge.

## Composició

### Conselleries
Composició inicial del Govern.
| Departament                                 | Conseller/a                  | Imatge | Partit      | Cronologia     |
| ------------------------------------------- | ---------------------------- | ------ | ----------- | -------------- |
| Presidència                                 | Albert Dalmau Miranda        |        |             | 12 agost 2024- |
| Economia i Finances                         | Alícia Romero Llano          |        |             | 12 agost 2024- |
| Interior i Seguretat Pública                | Núria Parlon i Gil           |        |             | 12 agost 2024- |
| Territori, Habitatge i Transició ecològica  | Sílvia Paneque i Sureda      |        |             | 12 agost 2024- |
| Salut                                       | Olga Pané i Mena             |        | Independent | 12 agost 2024- |
| Drets Socials i Inclusió                    | Mònica Martínez Bravo        |        |             | 12 agost 2024- |
| Igualtat i Feminisme                        | Eva Menor Cantador           |        |             | 12 agost 2024- |
| Empresa i Treball                           | Miquel Sàmper i Rodríguez    |        | Independent | 12 agost 2024- |
| Justícia i Qualitat democràtica             | Ramon Espadaler i Parcerisas |        |             | 12 agost 2024- |
| Agricultura, Ramaderia, Pesca i Alimentació | Òscar Ordeig i Molist        |        |             | 12 agost 2024- |
| Educació i Formació Professional            | Esther Niubó Cidoncha        |        |             | 12 agost 2024- |
| Política lingüística                        | Francesc Xavier Vila Moreno  |        | Independent | 12 agost 2024- |
| Cultura                                     | Sònia Hernández Almodóvar    |        | Independent | 12 agost 2024- |
| Esports                                     | Bernardo Álvarez Merino      |        |             | 12 agost 2024- |
| Recerca i universitats                      | Núria Montserrat Pulido      |        | Independent | 12 agost 2024- |
| Unió Europea i Acció Exterior               | Jaume Duch i Guillot         |        | Independent | 12 agost 2024- |

### Portaveu del Govern
| Portaveu del Govern | Imatge | Coalició (Partit) | Cronologia           |
| ------------------- | ------ | ----------------- | -------------------- |
| Sílvia Paneque      |        | PSC               | 12 d'agost de 2024 - |

### Secretària del Govern
| Secretaries del Govern | Imatge | Coalició (Partit) | Cronologia |
| ---------------------- | ------ | ----------------- | ---------- |
|                        |        |                   |            |

### Secretaries generals
| Departament                                               | Secretari o secretària general | Cronologia           |
| --------------------------------------------------------- | ------------------------------ | -------------------- |
| Departament de la Presidència                             |                                | 12 d'agost de 2024 - |
| Departament d'Empresa i Treball                           |                                | 12 d'agost de 2024 - |
| Departament d'Economia i Hisenda                          |                                | 12 d'agost de 2024 - |
| Departament d'Igualtat i Feminismes                       |                                | 12 d'agost de 2024 - |
| Departament d'Acció Exterior i Unió Europea               |                                | 12 d'agost de 2024 - |
| Departament d'Educació                                    |                                | 12 d'agost de 2024 - |
| Departament de Recerca i Universitats                     |                                | 12 d'agost de 2024 - |
| Departament d'Acció Climàtica, Alimentació i Agenda Rural |                                | 12 d'agost de 2024 - |
| Departament de Territori                                  |                                | 12 d'agost de 2024 - |
| Departament de Salut                                      |                                | 12 d'agost de 2024 - |
| Departament d'Interior                                    |                                | 12 d'agost de 2024 - |
| Departament de Drets Socials                              |                                | 12 d'agost de 2024 - |
| Departament de Cultura                                    |                                | 12 d'agost de 2024 - |
| Departament de Justícia, Drets i Memòria                  |                                | 12 d'agost de 2024 - |